# Ilgaz (Çankırı)
Ilgaz ist eine Stadt und ein Landkreis der türkischen Provinz Çankırı. Der Ort liegt etwa 40 Kilometer nördlich der Provinzhauptstadt Çankırı und beherbergt über die Hälfte der Kreisbevölkerung (2020: 56,3 %).
Der Landkreis liegt im Norden der Provinz. Er grenzt im Süden an den zentralen Landkreis und die Kreise Korgun und Yapraklı sowie im Westen an den Landkreis Kurşunlu. Provinzüberschreitend bestehen gemeinsame Grenzen mit den Kreisen Araç, İhsangazi, Tosya und dem zentralen Landkreis (Merkez) der Provinz Kastamonu.
Die Stadt und den Landkreis durchquert von Westen nach Osten die Europastraße 80, die von Edirne über Istanbul kommend nach Erzurum und zur iranischen Grenze führt. Sie wird von der Fernstraße D-765 gekreuzt, die von İnebolu am Schwarzen Meer über Kastamonu und Çankırı nach Kırıkkale führt. Durch den Kreis fließt parallel zur E 80 der Devrez Çayı (auch Koltuk Çayı), der weiter östlich in den Kızılırmak mündet. In ihn fließen von Norden der Gök Çayı, der Bozan Çayı und der Bucuza Çayı (auch Kayı Çayı oder Çaykesen Deresi). Die Flüsse kommen alle vom Südhang des Gebirgszugs Ilgaz Dağları, das sich im Norden durch den Landkreis zieht. Die höchste Erhebung ist der Emirgazi Tepesi mit 2404 Metern, im Norden des Kreises nahe der Grenze zu Kastamonu. Nicht weit davon liegt die Hochebene Kırkpınar Yaylası mit dem See Kırkpınar Gölü.
Der Kreis besteht neben der Kreisstadt aus 75 Dörfern (Köy) mit durchschnittlich 81 Bewohnern. Das ist die höchste Anzahl an Dörfern je Kreis. Die durchschnittliche Dorfbevölkerung liegt unter dem Provinz-Wert von 136 Einwohnern. Yeşildumlupınar ist mit 254 Einwohnern das größte Dorf.